# Sint-Salvatorskerkhof
Het Sint-Salvatorskerkhof is een straat in Brugge.

## Literatuur

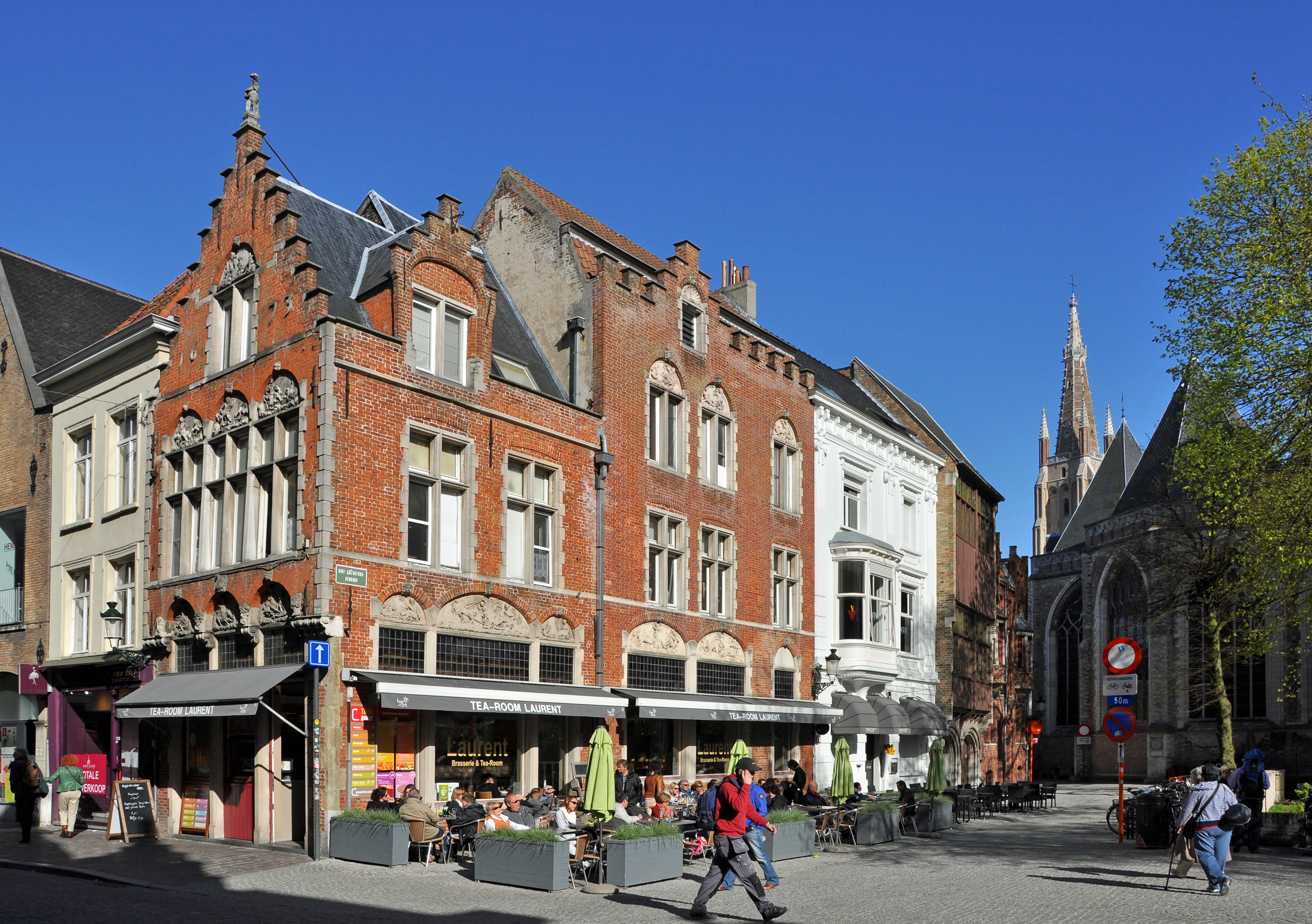
Sint-Salvatorskerkhof (oostzijde)
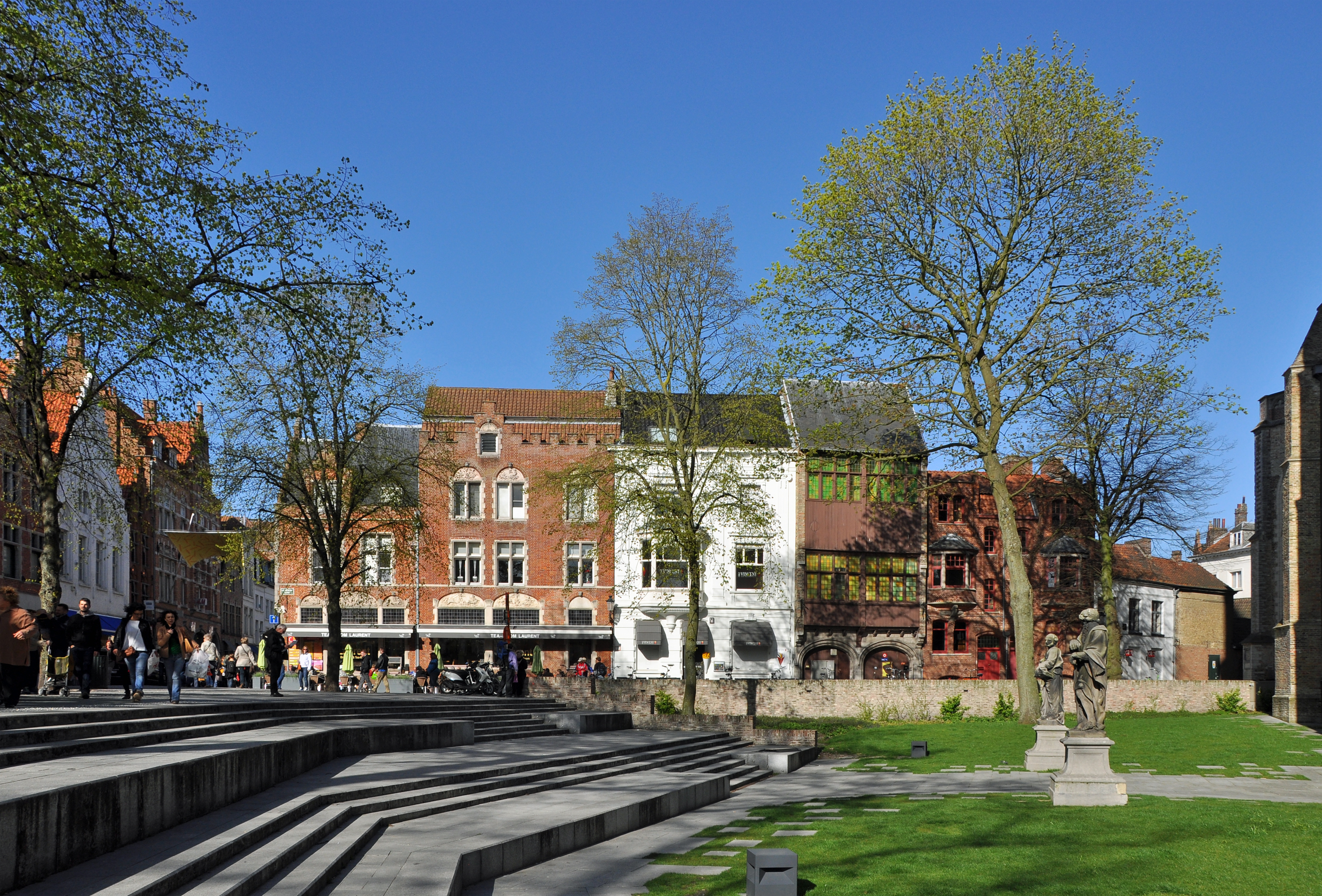
Sint-Salvatorskerkhof (oostzijde)
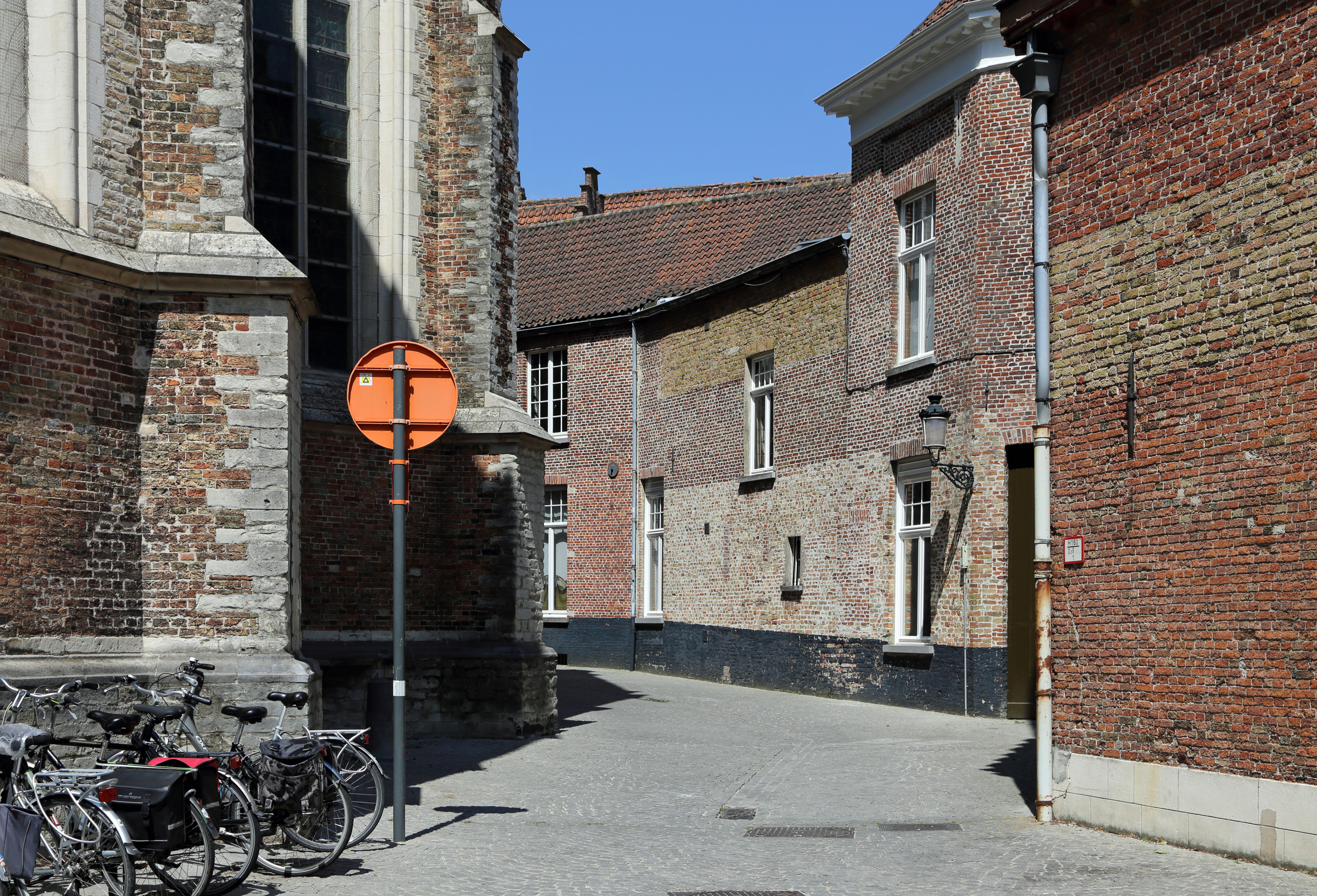
Sint-Salvatorskerkhof (zuidoostzijde)
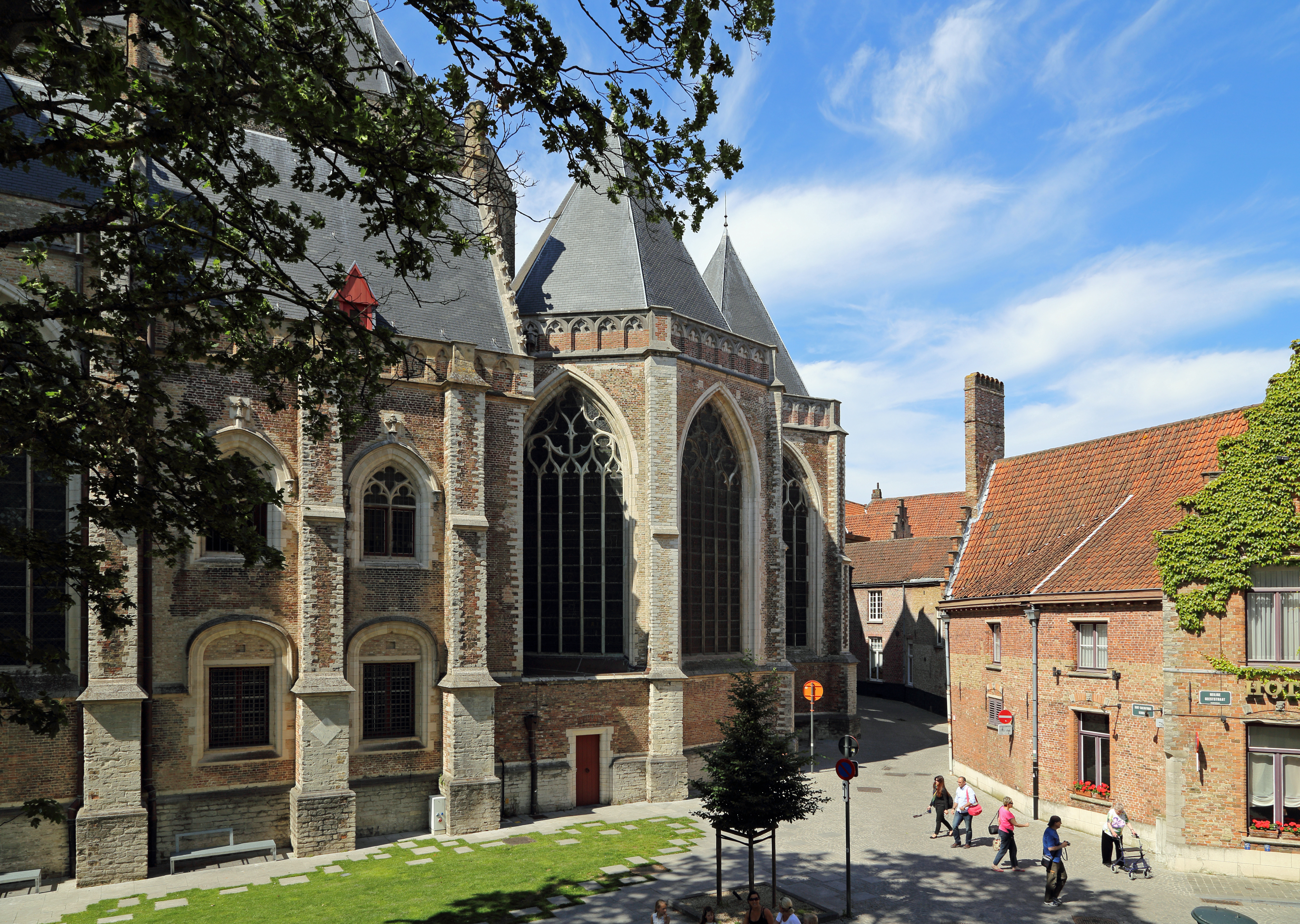
Sint-Salvatorskerkhof (zuidoostzijde)
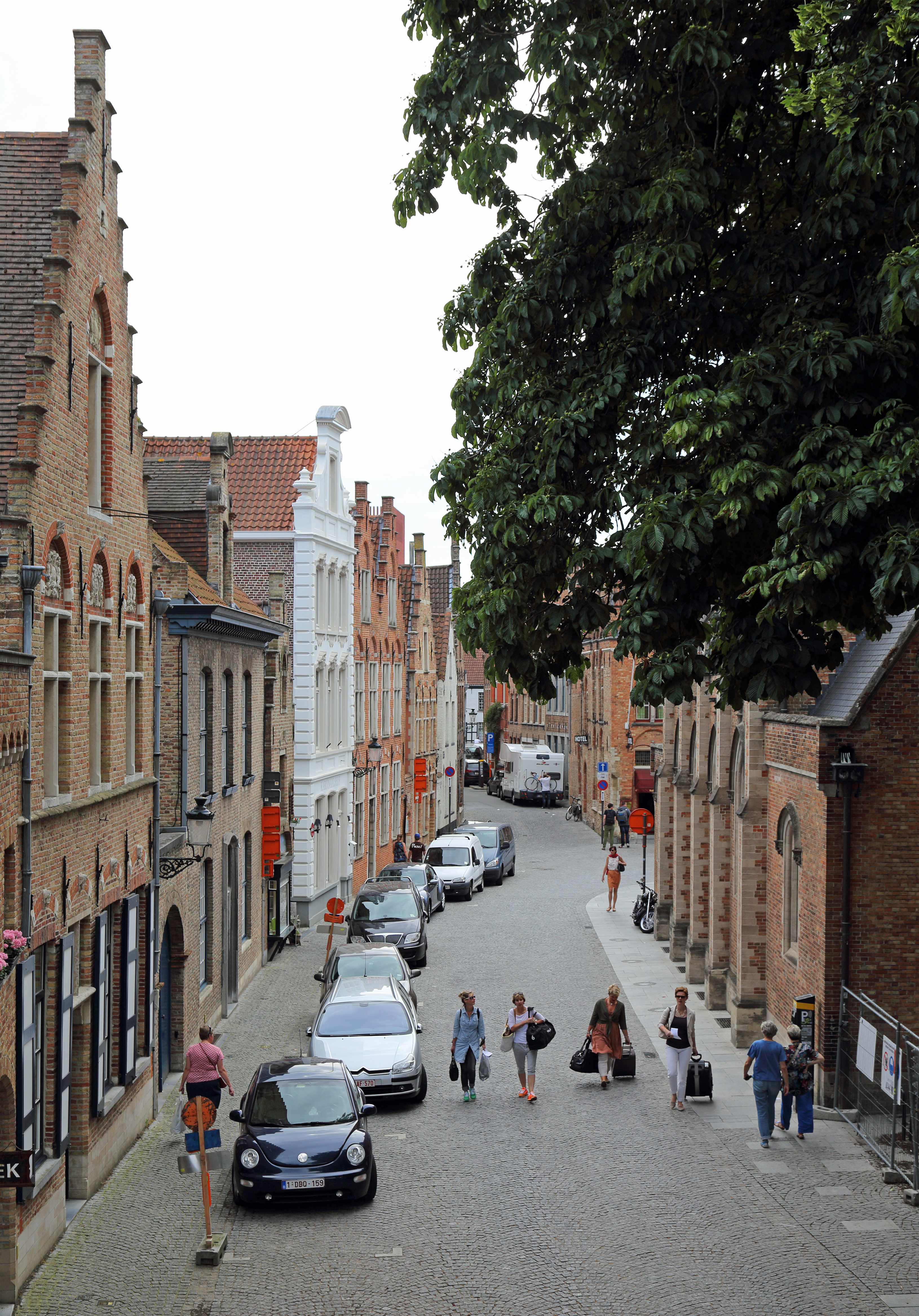
Sint-Salvatorskerkhof (zuidzijde)
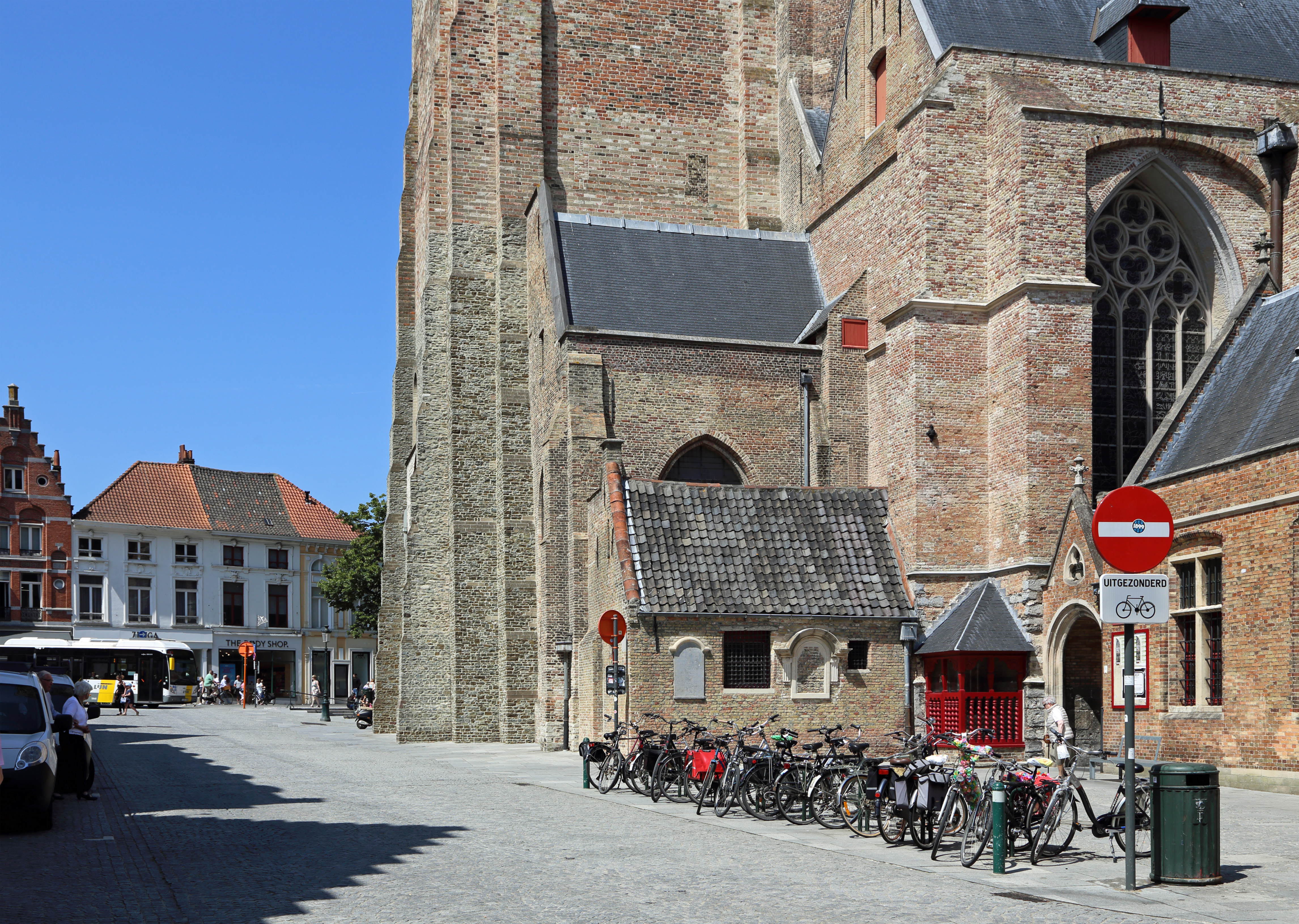
Sint-Salvatorskerkhof (westzijde)
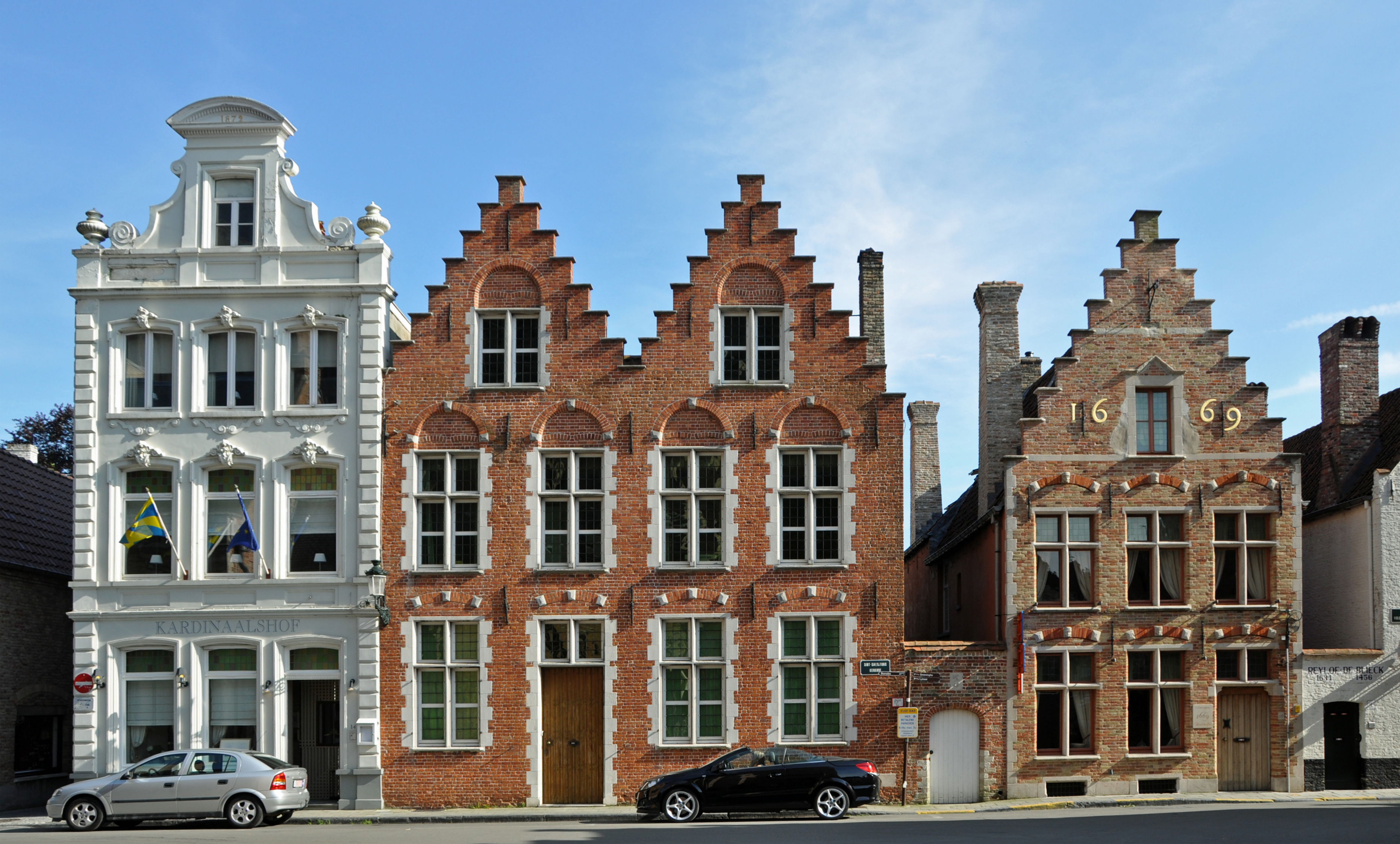
17e-eeuwse huizen in Sint-Salvatorskerkhof

## Beschrijving
Rondom de Sint-Salvatorskathedraal lag, zoals bij de meeste kerken, tot op het einde van de 18de eeuw een kerkhof. Hier werd bijna duizend jaar begraven en vonden vele duizenden Bruggelingen hun laatste rustplaats. Na de keizerlijke decreten van 1781 en 1784, die begraven in en rond de kerken in de steden verbood, werd dit kerkhof stilaan opgeheven. Het gebeurde niet zonder protest, manifestaties en ongeoorloofde teraardebestellingen, tot in het begin van de Franse tijd.
Wat vroeger het kerkhof was, werd gedeeltelijk ingelijfd in de openbare weg en gedeeltelijk, aan de noord- en zuidkant, als een besloten tuin ingericht rond de kerk, die in 1834 kathedraal werd.
De naam Sint-Salvatorskerkhof of Sint-Salvatorkerkhof werd aan de straat gegeven die langs drie zijden rond de kerk loopt, met uitzondering dus van de noordkant, gelegen langs de Steenstraat. Wat aan de oostzijde een steeg is die langs het koor loopt, wordt aan de zuidzijde een tamelijk brede straat en aan de westzijde een quasi-kerkplein dat de toegang vergemakkelijkt tot het hoofdportaal van de kathedraal.
Het Sint-Salvatorskerkhof begint in de Steenstraat en eindigt op de grens van Steenstraat en Zuidzandstraat. Het paalt onderweg (kloksgewijs) aan de Sint-Salvatorskoorstraat, de Heilige-Geeststraat, de Kleine Heilige-Geeststraat en de Korte Vuldersstraat.